# J'irai mourir demain
 (mars 2018).
Si vous disposez d'ouvrages ou d'articles de référence ou si vous connaissez des sites web de qualité traitant du thème abordé ici, merci de compléter l'article en donnant les références utiles à sa vérifiabilité et en les liant à la section « Notes et références ».
Pour plus de détails, voir Fiche technique et Distribution.
J'irai mourir demain (titre original en allemand Und morgen Mittag bin ich tot, littéralement « Et demain midi je serai morte ») est une tragi-comédie allemande réalisée par Frederik Steiner et écrite par Barbara te Kock. Sorti en 2013, le film fut loué par des critiques français et allemands, pour les performances des acteurs et sa représentation de la mucoviscidose et de l'euthanasie.
Le film sui Lea, 22 ans, qui souffre de la mucoviscidose. La maladie a atteint la phase terminale, et Lea est en mauvais état. Elle ne veut pas attendre de mourir à l'hôpital et part en Suisse de son propre chef afin de recourir à l'euthanasie. Là, elle emménage dans une auberge et envoie des messages à sa famille. Sa sœur, sa grand-mère et sa mère sont choquées à leur arrivée. Chaque membre de la famille gère la situation différemment, et Lea doit décider si elle veut vraiment finir sa vie – ou continuer, malgré sa situation.

## Synopsis
Lea souffre de la mucoviscidose depuis son enfance. Maintenant, elle a 22 ans, et presque chaque jour, elle doit craindre une mort par suffocation malgré l'usage d'un concentrateur d'oxygène. Lea prend des pilules pour diminuer les symptômes, mais elle est complètement essoufflée en faisant des activités quotidiennes comme monter les escaliers. Son frère aîné, qui avait la même maladie, est mort quelques années auparavant après une transplantation pulmonaire.
La jeune femme ne veut pas subir le même sort et décide de mourir le jour de son 23e anniversaire, à midi. L'euthanasie étant interdite en Allemagne, Lea entre en contact avec une organisation suisse permettant l'euthanasie assistée. Lea va secrètement à Zurich et loue une chambre dans une pension. Michaela Orff, une employée de l'organisation, vient et amène Lea au Dr Seydlitz, lequel lui prescrit un stupéfiant, car il est convaincu de sa mauvaise santé.
Peu après, Lea envoie des SMS et demande à sa famille de venir. Quand ils arrivent, Lea leur raconte son plan. Sa grand-mère, Maria, et sa sœur, Rita, sont effarées, mais restent calmes. Lena, sa mère, est très indignée et refuse la décision de sa fille. Après une conversation avec Lea, Lena demeure triste, mais comprend les motifs de sa fille.
À l'auberge, Lea fait la connaissance de Moritz, un jeune homme suisse. Il souffre de dépression très grave et voulait se suicider en se taillaidant les veines. Il a aussi demandé l'euthanasie, mais sa demande a été rejetée. Lea se lie d'amitié avec lui, et ils font une promenade en bateau au lac de Zurich.
Le soir suivant, la famille mange au restaurant parce que Lea veut manger « sa dernière escalope ». L'atmosphère est vraiment détendue, voire joviale. Lea fait des blagues sur sa mort du lendemain et, à minuit, la famille trinque à son anniversaire. Quand elle retourne à l'auberge et va au lit, Lea a une attaque pendant une crise de toux extrêmement douloureuse. Elle halète toute la nuit et ne peut dormir.
Au matin, la famille se rend à l'organisation après le petit-déjeuner. Madame Orff annonce à Lea qu'elle peut encore abandonner son projet. Alors qu'elle s'apprête à prendre l'antiémétique nécessaire pour le processus, Lea a une attaque de panique et se rend aux toilettes. Elle se demande si elle veut vraiment mourir, mais quand elle voit son reflet dans le miroir, elle se rappelle son état et prend la décision de mettre fin à ses jours.
À midi, sa famille et Madame Orff accompagnent Lea à l'aire de jeu toute proche. Elle boit l'hypnotique et s'endort dans les bras de sa mère.

## Fiche technique
- Titre original : Und morgen Mittag bin ich tot
- Titre français : J'irai mourir demain
- Réalisation : Frederik Steiner
- Scénario : Barbara te Kock
- Direction artistique : Tanja Erdmann ; Renate Schmaderer
- Costumes : Mo Vorwerck
- Photographie : Florian Emmerich
- Montage : Bernd Schlegel
- Musique : Daniel Sus
- Production : Peter Heilrath ; Sven Burgemeister ; Andreas Bareiss
- Sociétés de production : Peter Heilrath Filmproduktion ; Goldkind Filmproduktion ; ARRI Film & TV Services (co-production) ; Südwestrundfunk (co-production) ; Arte (co-production)[4]
- Sociétés de distribution : Universum Film AG (Allemagne, DVD); Adopt Films (États-Unis), Arte (France)
- Pays d'origine : Allemagne
- Langue originale : allemand
- Format : couleur - 2.35 : 1 mm
- Genre : Tragi-comédie
- Recette : 42.000 €[5]
- Durée : 102 minutes
- Dates de sortie :
  -  Allemagne : 13 février 2014 (Berlinale)
  -  France 5 juin 2015 (ARTE)

## Distribution
- Liv Lisa Fries: Lea
- Lena Stolze: Hannah
- Sophie Rogall: Rita
- Max Hegewald: Moritz
- Bibiana Beglau: Michaela Orff
- Johannes Zirner: Heiner
- Kerstin de Ahna: Maria
- Minh-Khai Phan-Thi: Madame Wu
- Robert Hunger-Bühler: Dr Joseph Seydlitz

## Distinctions

### Récompenses
- Bayerischer Filmpreis (Prix du film bavarois) 2013 : Meilleure jeune actrice pour Liv Lisa Fries
- Max Ophüls Festival 2014 : Meilleure jeune actrice pour Liv Lisa Fries
- Preis der deutschen Filmkritik (Prix de la critique du film allemand) 2015 : Meilleure actrice pour Liv Lisa Fries

### Nominations
- Camerimage 2013 : Meilleure réalisation débutant pour Frederik Steiner
- Baden-Baden TV FIlm Festival 2014 : MFG Star pour Frederik Steiner
- Festival international du film de Chicago 2014 : Audience Choice Award pour Frederik Steiner
- Max Ophüls Festival 2014 : Max Ophüls Award pour Frederik Steiner
- Jupiter Award 2015 : Meilleure actrice allemande pour Liv Lisa Fries